# Ікарій
Іка́рій (грец. Ικάριος):
- брат Тіндарея, володар області в Акарнанії, батько Пенелопи;
- афінянин, якому Діоніс подарував міх вина за те, що він навчив своїх співгромадян виноградарства. Коли пастухи, яких Ікарія почастував вином, сп’яніли, то вирішили, що вони отруїлися, і вбили І., а тіло закопали під деревом. Дочка Ікарія Ерігона за допомогою собаки знайшла батькову могилу і з розпачу повісилася. Розгніваний Діоніс наслав на Афіни чуму, але афіняни власкавили його шануванням Ікарія та Ерігони як героїв. Ікарій, Ерігона та собака Мера були обернені на сузір’я: Волопаса, Діви і Пса. Щороку на честь І. та Ерігони влаштовували свята, під час яких на деревах розвішували зображення батька й дочки.